# Pak 97/38反戰車炮
Pak 97/38是第二次世界大战由德意志國防軍所使用的反坦克炮。這門炮由法国的M1897式75毫米野戰炮配上來自瑞士索洛图恩的炮口制退器，安装在德国5厘米Pak 38反坦克炮的炮架上組合而來，且可以發射繳獲的法國及波蘭彈藥。
由於這門炮的重量輕、機動性好以及在發射反坦克高爆彈（HEAT）下不俗的反坦克能力（大多数情况下足以穿透T-34；甚至連KV的側面裝甲也可以穿透），因此適合用作反坦克。但同時也有缺点，比如低下的炮口速度。虽然並不影响HEAT的穿甲性能，但也意味着在发射常规穿甲彈時效果不佳，並且在打击小型移动目标時有著一定的困难，即使是HEAT彈也只有大概500米左右的有效射程。而且此炮还有相当猛烈的後坐力，發射穿甲彈時尤其可觀。

## 发展历史
在波兰和法国的德军繳获了為數不少的M1897式75毫米野戰炮。这些炮經過德方調整後變為FK 97(p)(7,5) 和7.5厘米FK 231(f)，并分配至德軍原有的野戰炮部隊。
1941年，德国入侵苏联之后不久，德军单位遇到了新的苏联坦克，即中型的T-34和重型的KV。其厚重的倾斜装甲使德軍的3.7厘米 Pak 36拖曳式反坦克炮無能為力。这种情况导致德軍需要更强大的武器，以能够在正常的交戰距離內摧毁它们。而因为德国的7.5厘米 Pak 40尚在研發，要等到11月才進入生产和交付。因此在過渡期間必須要有適合的解決方案。

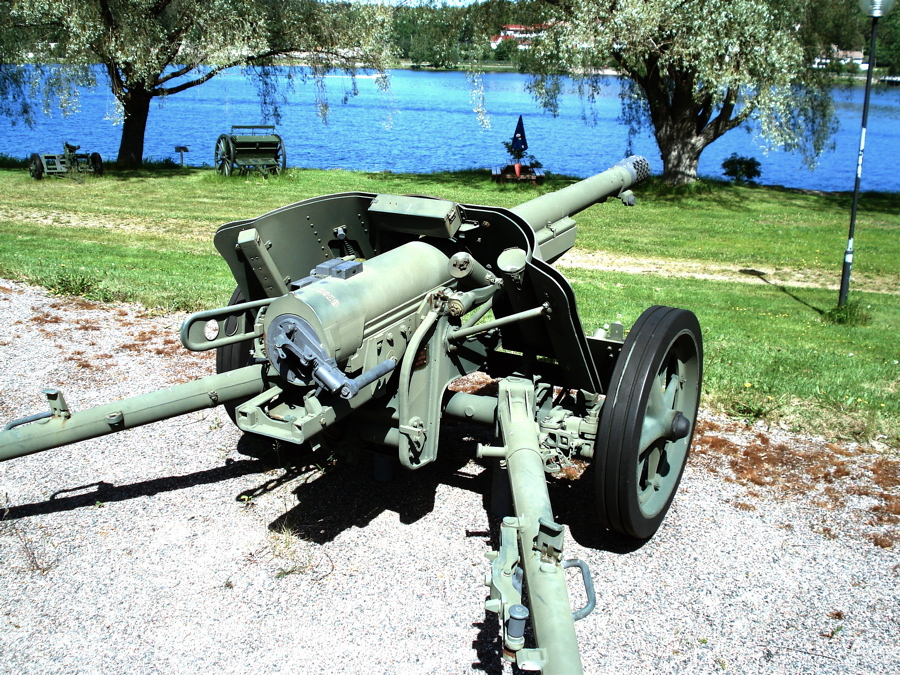
在海门林纳芬蘭火炮博物館的Pak 97/38

在德軍看來，把法國的火炮改裝一下，使其可以勝任反坦克任務，是個非常不錯的選擇。雖然原始設計因为相对较低的初速、射界較窄（只有6°）以及缺乏合适的悬掛（运输速度只有10至12公里/小时）而導致它并不适合反坦克。因此德軍决定把火炮主體安裝在5厘米Pak 38反坦克炮的分離式炮架上以解决射界和運輸问题。為了降低後座，炮口亦裝上了碩大的制退器。此炮主要是用反坦克高爆彈來穿透裝甲，這種炮彈的穿透原理和其速度無關。
而這門炮的另一个主要用户——美國陸軍，也有著和德軍類似的改良設計，即M2A3 75毫米反坦克炮。

## 生产
此炮在1942年交付2,854門；随后在1943年交付了858門。 此外，1943年有160門炮安装在7.5厘米Pak 40的炮架上 (Pak 97/40)。每門炮的製造成本是9000马克，相比Pak 40的12000馬克來得便宜。而在德軍逐步服役更强大的反坦克炮后，Pak 97/38的生产便停止了。
| Type                  | 1942  | 1943    | 1944  | 1945 | Total   |
| --------------------- | ----- | ------- | ----- | ---- | ------- |
| HL.Gr. (反坦克高爆彈) | 929.4 | 1,388.0 | 264.5 | 0    | 2,581.9 |
| Sprgr. (高爆破片彈)   | 769.4 | 1,071.3 | 957.7 | 14.3 | ?       |
| Pzgr. (穿甲彈)        | 359.4 | 597.3   | 437.3 | 0    | ?       |

## 服役
Pak 97/38在1942年夏天到达战场，尽管有著差強人意的殺傷力和相當強的後座力，但還是一直使用到战争结束。通过弹药消耗可以说明這門炮的使用规模：1942年消耗了37,800發HEAT，1943年消耗了371,600發。1945年3月1日的国防军尚有145門Pak 97/38和FK 231(f)，而只有14門部署在一线单位。
曾有十門7.5厘米Pak 97/38(f)及Pz.740(r)連擋板實驗性地安裝上苏联T-26輕型坦克的底盤。而这些自行火炮在1944年3月1日被黄鼠狼III替代前一直在第563反坦克营第3連中服役。

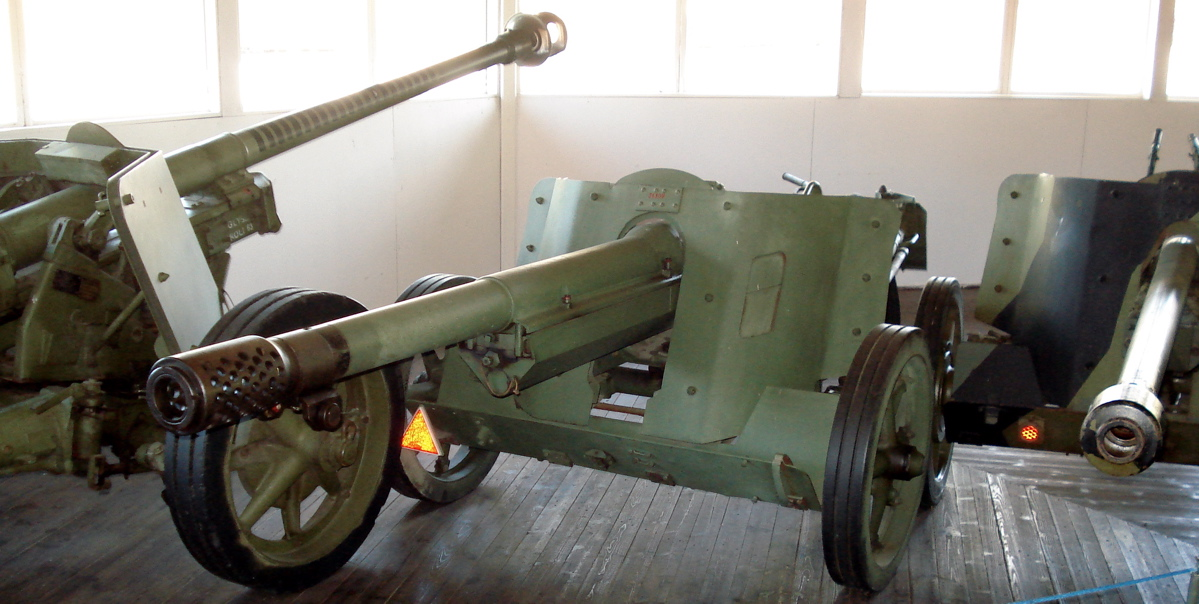
Parola芬兰坦克博物馆(Panssarimuseo)中的Pak 97/38

芬兰军队也在继续战争期間使用了Pak 97/38。芬兰人在1940年从法国购买了75毫米野战炮，但對其性能感到失望，因此于1943年与德国达成协议，將此炮升级到Pak 97/38規格。1943年三月至六月完成46門炮的转换。7門在戰鬥中損失，其余的一直服役到战争结束，直到1986年全部退役。
在1942年十月有5-6門炮提供给了罗马尼亚的第三軍和第四军的步兵师。
意大利第8军的其中九个師在1942年把6門反坦克炮作為砲台分配給炮兵團。其衍生型即為Cannone da 75/39。
而在1942年11月時，匈牙利第2军有43門Pak 97/38正在服役。

## 弹药
對於德国是否有對Pak 97/38的AP炮弹进行生产的情況并不清楚。 波兰的穿甲彈也用得相當有限。
而芬兰军队則使用本地生产炮弹75 psa - Vj4和可能為老式法國設計的75 pspkrv 59/66-ps。 
75 psa - Vj4在300米對垂直鋼版的穿透力為92毫米。
| 可用弹药           |                        |                     |                       |                   |
| 类型               | 模型                   | 重量                | 初速                  | 射程              |
| 穿甲弹             |                        |                     |                       |                   |
| AP，波兰產         | 7.5 cm K.Gr. Pz.(p)    | 6.8（15磅）         | 570 m/s（1,900 ft/s） | 1.5 km（0.93 mi） |
| 反坦克高爆彈       |                        |                     |                       |                   |
| 反坦克高爆彈       | 7.5 cm Gr.38/97Hl/A(f) | 4.4（9 磅 11 oz）   |                       |                   |
| 反坦克高爆彈       | 7.5 cm Gr.38/97Hl/B(f) | 4.57（10 磅 1 oz）  | 450 m/s（1,500 ft/s） | 1.5 km（0.93 mi） |
| 反坦克高爆彈       | 7.5 cm Gr.38/97Hl/C(f) | 4.4（9 磅 11 oz）   |                       |                   |
| 高爆破片彈         |                        |                     |                       |                   |
| 高爆破片彈，法國產 | 7.5 cm Sprgr.233/1(f)  | 6.19（13 磅 10 oz） | 577 m/s（1,890 ft/s） | 10 km（6.2 mi）   |
| 高爆破片彈，法國產 | 7.5 cm Sprgr.230/1(f)  | 5.44（12 磅 0 oz）  | 545 m/s（1,790 ft/s） | 7.6 km（4.7 mi）  |
| 高爆破片彈，法國產 | 7.5 cm Sprgr.231/1(f)  | 5.44（12 磅 0 oz）  | 557 m/s（1,830 ft/s） | 7.6 km（4.7 mi）  |
| 高爆破片彈，法國產 | 7.5 cm Sprgr.236/1(f)  | 6.6（14 磅 9 oz）   |                       | 10 km（6.2 mi）   |

## 性能
| 穿透力       |                                           |                                           |                                           |                                           |                                           |
| 类型         | 100米（110 yd）                           | 500米（550 yd）                           | 1,000米（1,100 yd）                       | 1,500米（1,600 yd）                       | 2,000米（2,200 yd）                       |
| 穿甲彈       | 97 mm（3.8英寸）                          | 82 mm（3.2英寸）                          | 66 mm（2.6英寸）                          | 53 mm（2.1英寸）                          | 43 mm（1.7英寸）                          |
| 反坦克高爆彈 | 90° 90 mm（3.5英寸） 60° 75 mm（3.0英寸） | 90° 90 mm（3.5英寸） 60° 75 mm（3.0英寸） | 90° 90 mm（3.5英寸） 60° 75 mm（3.0英寸） | 90° 90 mm（3.5英寸） 60° 75 mm（3.0英寸） | 90° 90 mm（3.5英寸） 60° 75 mm（3.0英寸） |

* 由於反坦克高爆彈不依賴速度來穿透裝甲，因此不论多少距離的表现相对均匀。 但其遠距離的精度較差。

## 註腳
1. ↑  7.5 cm Pak 97/38: Antitank Gun, Catalog of Enemy Ordnance （页面存档备份，存于）, retrieved 09 September 2010
2. ↑  .   [2018-12-15]. （原始内容存档于2017-10-19）.
3. ↑  D184-Vorläufige Gerätebeschreibung der有7.5厘米Panzerjägerkanone97/38(7,5公分Pak97/38)-okh处/Heereswaffenamt，柏林1. 巨力1942年(反坦克炮说明)
4. ↑  .   [2018-12-15]. （原始内容存档于2016-03-04）.
5. ↑  Zaloga,Agent- 我们反坦克炮1941年-45-p8.
6. 1 2  . Panzerkeil. Jason Long.   [28 May 2009]. （原始内容存档于2009-03-02）.
7. ↑  第三个轴线，第四个盟友,p. 87
8. ↑  唯一的意大利師在俄罗斯没有得到PaK97/38电池的156步兵师的维琴察（英语：156 Infantry Division Vicenza）、二线安全部门。
9. ↑  Le Operazioni delle Unità意大利al Fronte Russo(1941年至1943年)，pp.629-630
10. ↑  http://www.sturmvogel.orbat.com/Hung2Army.html （页面存档备份，存于）, retrieved 19 February 2009
11. ↑  芬兰军队1918-1945的。
12. ↑  Shirokorad A.B.- 战神第三帝国的。
13. ↑  Bird, Lorrin; Lingston, Robert. . Albany, NY USA: Overmatch Press. 2001: 61. OCLC 71143143.